# رولاند كونينغهام
رولاند كونينغهام (بالإنجليزية: Roland Cunningham)‏ هو مغني أوبرا أسترالي، ولد في 1872، وتوفي في 3 مايو 1958.